# サプリア属
サプリア属（学名 : Sapria）は、ラフレシア科に属する寄生植物である。ブドウ属または、ミツバカズラ属の植物の根に寄生する。南アジアおよび東南アジアの熱帯雨林に自生している。
花は、直径約20 cmで、明るい赤色で、黄または白の斑点がある。雌雄異株である。ラフレシア属とは異なり、花弁は10枚である。
Sapria. poilanei は、カンボジア、タイで、Sapria.himalayana は、カンボジア、中国の一部、インドの北東部、ミャンマー、タイ、ベトナムで発見された。Sapria. poilanei は、タイで発見された。